# 12270 Бозар
12270 Бозар (12270 Bozar) — астероїд головного поясу, відкритий 16 серпня 1990 року.
Тіссеранів параметр щодо Юпітера — 3,381.